# Tadeáš Amadé
Tadeáš Amadé, né le 10 janvier 1782 à Presbourg, dans le royaume de Hongrie – mort le 17 mai 1845 à Vienne, est un compositeur et pianiste hongrois. Il était également connu sous le nom de Tadeus Amade.

## Œuvres
- Grande Toccate pre dva klavíry A-dur (1817)
- Variácie pre sláčikové kvarteto